# Espinoza de los Monteros
Espinoza de los Monteros est l'une des dix-sept paroisses civiles de la municipalité de Torres dans l'État de Lara au Venezuela. Sa capitale est Arenales.

## Géographie

### Démographie
Hormis sa capitale Arenales, la paroisse civile comporte plusieurs localités, dont :
- Antias
- Arenales
- Bocare
- Cascajales
- El Tigrito
- Las Cruces
- Las Peñitas
- Puente Torres